# The Damned United

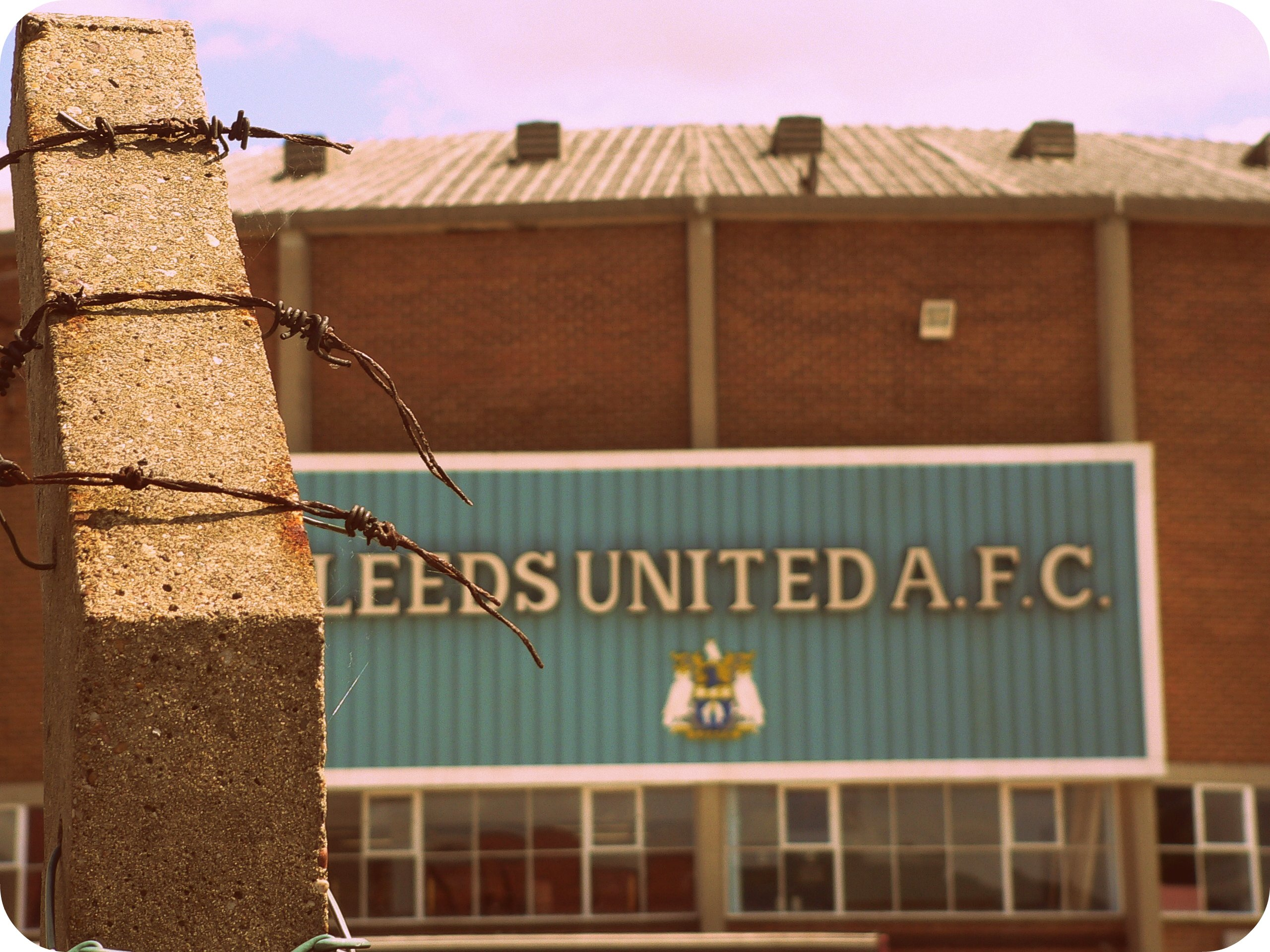
Elland Road in West Stand, ingericht als decor voor The Damned United

The Damned United  is een Britse sportfilm uit 2009 onder regie van Tom Hooper. De film is gebaseerd op de The Damned Utd., de bestseller van David Peace, een grotendeels fictief boek waarin de schrijver zijn visie geeft op de tijd van Brian Clough als trainer van Leeds United FC. 
De film werd geproduceerd door BBC Films en Left Bank Pictures. Sony Pictures Entertainment bracht de film uit. De film zou eerst geregisseerd worden door Stephen Frears, maar hij stopte met het project in november 2007. Tom Hooper nam zijn plaats in en de opnamen begonnen in mei 2008. De film is de vijfde samenwerking tussen tekstschrijver Peter Morgan en acteur Michael Sheen. De lancering van de film vond in het Verenigd Koninkrijk plaats op 27 maart 2009 en in Noord-Amerika op 25 september.

## Verhaal
Na niet gekwalificeerd te zijn voor het WK 1974, werd Engeland's trainer Alf Ramsey vervangen door Don Revie (Colm Meaney), de zeer succesvolle manager van Leeds United. Revie's vervanger is Brian Clough (Michael Sheen), de voormalige manager van Derby County en een felle criticus van Leeds, omwille van hun gewelddadige en fysieke stijl van spelen onder Revie's management. 
Na conflicten met de spelers en slechte resultaten wordt Clough uiteindelijk na 44 dagen alweer ontslagen. De voetbalwereld is in shock en wil weten wat er is gebeurd, Clough wordt daarom ook al gauw uitgenodigd om tekst en uitleg te geven in een tv-show waar hij tot zijn grote verbazing in discussie moet gaan met zijn grootste concurrent Don Revie. In het gesprek wordt het Clough duidelijk dat hij het helemaal verkeerd heeft aangepakt en dat hij nooit boos had moeten worden op zijn vroegere assistent bij Hartepools en Derby, Peter Taylor (Timothy Spall).
Na een verzoeningsgesprek in Brighton, waar Taylor de manager is van de plaatselijke voetbalclub Brighton & Hove Albion FC, tevens de club die Clough al na een maand verliet om aan de slag te kunnen bij Leeds.
Uiteindelijk toont de film wat er van de personages is geworden na het ontslag van Clough bij Leeds. Don Revie verprutste het als bondscoach van Engeland en vertrok naar Qatar, waar hij later verdacht werd van een omkoopschandaal. Clough en Taylor herenigden zich met elkaar en gingen aan de slag bij Nottingham Forest FC waar ze zeer succesvol waren en zelfs twee keer de Europacup I wisten te winnen. Hierdoor kwamen de woorden uit van Clough die hij zei tegen Don Revie in het interview op tv: "We zullen zien waar wij over 5 jaar staan, maar ik weet zeker dat ik dan meer heb bereikt dan jij."

## Rolverdeling
| Acteur            | Personage      |
| ----------------- | -------------- |
| Michael Sheen     | Brian Clough   |
| Timothy Spall     | Peter Taylor   |
| Colm Meaney       | Don Revie      |
| Maurice Roëves    | Jimmy Gordon   |
| Elizabeth Carling | Barbara Clough |
| Oliver Stokes     | Nigel Clough   |
| Ryan Day          | Simon Clough   |
| Peter Quinn       | Bob Matthewson |